# Теракт в Анкарі (березень 2016)

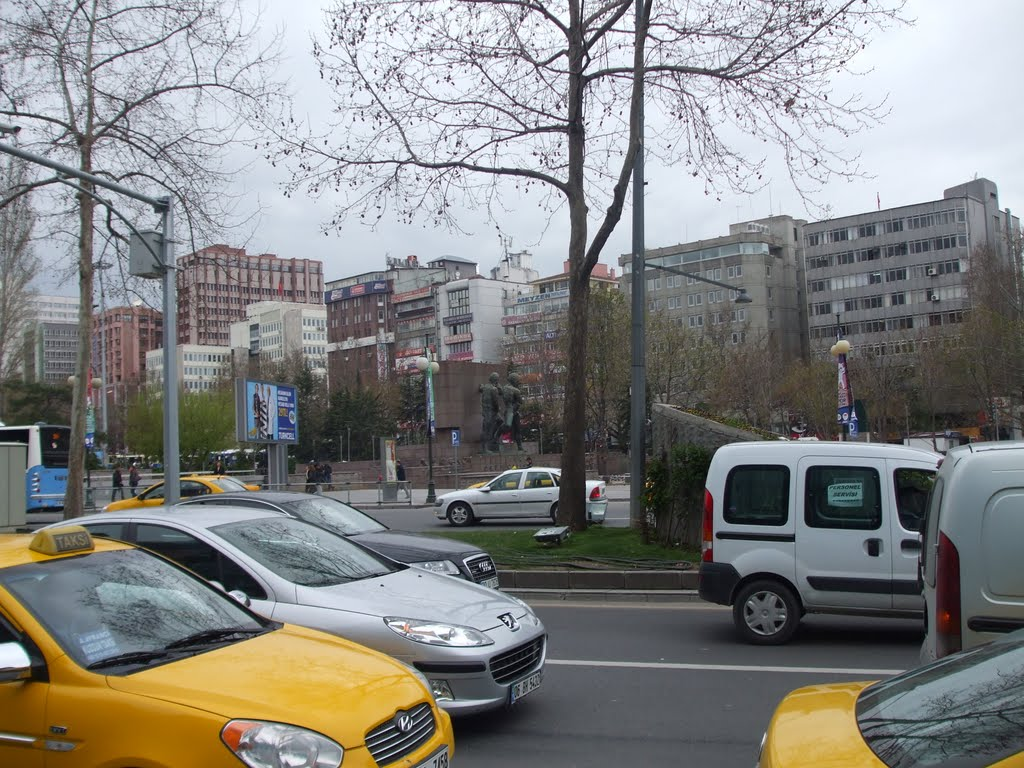
Парк Кизилай

Вибух в Анкарі 13 березня 2016 року (столиця Туреччини) було здійснено о 18:45 за місцевим часом. Унаслідок підриву замінованого автомобіля біля рейсового автобуса за попередніми даними загинули 27 людей, 75 осіб отримали поранення.
Вибух відбувся біля парку в столичному районі Кизилай при значному скупченні людей.

## Наслідки
Слідом за атакою дев'ять F-16 і чотири F-4 повітряних сил Туреччини здійснили наліт на 18 РПК позицій в Іракському Курдистані. У зону нальоту потрапили гори Канділь, база лідерів РПК. Під час 45 спецоперацій у провінції Адана було заарештовано 36 підозрюваних членів РПК.